# Trimeresurus andersonii
Trimeresurus andersonii ist eine Vipernart aus der Gattung der Bambusottern innerhalb der Unterfamilie der Grubenottern, die auf den Andamanen und Nikobaren endemisch ist.

## Merkmale

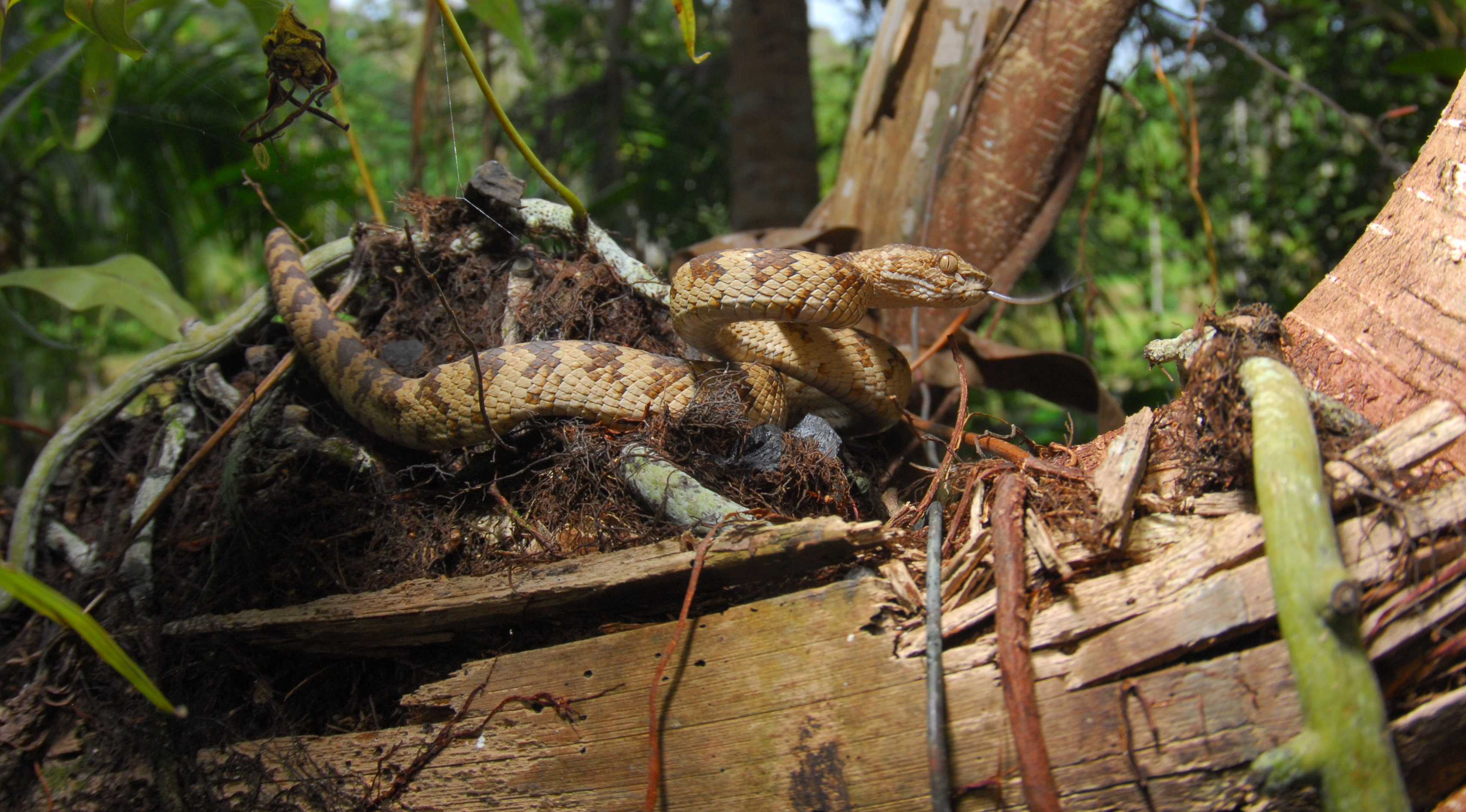
T. andersonii (juvenil)

Trimeresurus andersonii hat eine hellbraune bis schwarze Körperfarbe. Dabei sind die Weibchen in der Regel etwas heller gefärbt und fallen hellbraun bis gelblich aus, während die Männchen meist kaffeebraun bis dunkler gefärbt sind und teilweise ein unterbrochenes, schwarzes oder braunes Streifenmuster aufweisen. Nach Theobald können die Schlangen lateral und ventral auch weiß gesprenkelt sein. Ventral ist die Vipernart einfarbig oder dunkelbraun und weiß gestreift. Die Schwanzlänge macht etwa 16 % der Gesamtlänge aus. Die Beschuppung zählt 23 oder 25 leicht gekielte dorsale Rumpfschuppenreihen, 171 bis 183 Ventralia (Bauchschuppen) und 53 bis 74 Subcaudalia (Unterschwanzschuppen). Darüber hinaus hat die Art zwei Päocularia und zwei bis drei Postocularia. Der Analschild ist ungeteilt. Der Hemipenis ist gespalten und länger als bei T. salazar.
Im Folgenden sind einige Merkmale für T. andersonii und nahe verwandte Arten nach Mirza et al. gelistet. SL/GL bezeichnet dabei das Verhältnis von Schwanzlänge zu Gesamtlänge:
| Art                  | Dorsale Farbe           | Farbe der Lateralstreifen am Kopf | Dorsale Schuppenreihen | SL/GL     | Ventralia | Subcaudalia | Hemipenis      |
| -------------------- | ----------------------- | --------------------------------- | ---------------------- | --------- | --------- | ----------- | -------------- |
| T. albolabris        | Grün                    | Weiß                              | 21                     | 0,19–0,24 | 149–173   | 48–67       | gegabelt, lang |
| T. andersonii        | Braun oder schwarz      | –                                 | 23 oder 25             | 0,16      | 171–183   | 53–74       | gegabelt, lang |
| T. cantori           | Grün oder braun         | Weiß                              | 27 oder 31             | 0,12–0,20 | 170–176   | 44–73       | gegabelt, lang |
| T. erythrurus        | Grün                    | Weiß                              | 23                     | 0,16–0,21 | 151–174   | 49–67       | gegabelt, lang |
| T. fasciatus         | Braun                   | –                                 | 21                     | 0,18–0,21 | 158–163   | 63–65       | gegabelt, lang |
| T. insularis         | Grün oder blau          | –                                 | 21                     | 0,21–0,22 | 156–167   | 54–75       | gegabelt, lang |
| T. purpureomaculatus | Schwarz bis dunkelbraun | –                                 | 23 bis 27              | 0,16–0,19 | 152–183   | 54–79       | gegabelt, lang |
| T. septentrionalis   | Grün                    | Weiß                              | 21                     | 0,19–0,24 | 160–181   | 55–83       | gegabelt, lang |
| T. salazar           | Grün                    | Rötlich orange                    | 19 oder 21             | 0,14–0,18 | 163–171   | 59–74       | gegabelt, kurz |

## Lebensweise
T. andersonii ist wie andere Vipern giftig. Die Art ist ovovivipar (ei-lebendgebärend).

## Vorkommen
Das Verbreitungsgebiet erstreckt sich über die indischen Inselgruppen der Andamanen und Nikobaren. Beobachtungen stammen von Car Nicobar, Mount Harriet auf South Andaman Island und Saddle Peak auf North Andaman Island. Vermutlich ist die Art auch auf Middle Andaman Island zu finden. Sie lebt im Tiefland unterhalb von 150 Metern. Die bevorzugten Lebensräume der Art sind feuchte, immergrüne tropische Wälder, Gärten und Plantagen, zum Beispiel für Kokosnüsse oder Obstbäume.

## Gefährdung und Schutz
Die Weltnaturschutzunion (IUCN) stuft die Art als nicht gefährdet (least concern) ein und ihren Populationstrend als stabil. Es wurden keine besonderen Bedrohungen ausgemacht. Gelegentlich werden einzelne Tiere durch Autos und Menschen getötet. Auf den Andamanen kommt die Art im Mount-Harriet- und Saddle-Peak-Nationalpark vor.

## Systematik
T. andersonii ist eine Art aus der Gattung der Bambusottern. Sie wurde 1868 von Theobald wissenschaftlich erstbeschrieben. Das Artepitheton ist nach dem schottischen Zoologen John Anderson (1833–1900) benannt, der 1864 Kurator des Indischen Museums (Imperial Museum of India) in Kalkutta wurde. Traditionell wurde die Art lange nach Smith (1943) als Unterart von Trimeresurus purpureomaculatus angesehen, doch 2004 nach phylogenetischen Untersuchungen wieder in den Artstatus erhoben. Von Malhotra & Thorpe wurde diese und Schwesterarten 2004 der Gattung Cryptelytrops zugeordnet, doch andere Autoren verwendeten später wieder die Gattung Trimeresurus. Es werden keine Unterarten unterschieden.